# Rue du Docteur-Germain-Sée
La rue du Docteur-Germain-Sée est une voie du 16e arrondissement de Paris, en France.

## Situation et accès
La rue du Docteur-Germain-Sée est une voie publique située dans le 16e arrondissement de Paris. Elle débute au 104, avenue du Président-Kennedy et se termine par un escalier piéton au 23, avenue de Lamballe.
Elle est en sens unique au départ de l'avenue du Président-Kennedy puis en impasse entre le croisement avec l'avenue du Général-Mangin et l'escalier donnant accès à l'avenue de Lamballe.
Elle est desservie par la ligne C du RER à la gare de l'avenue du Président-Kennedy.

## Origine du nom

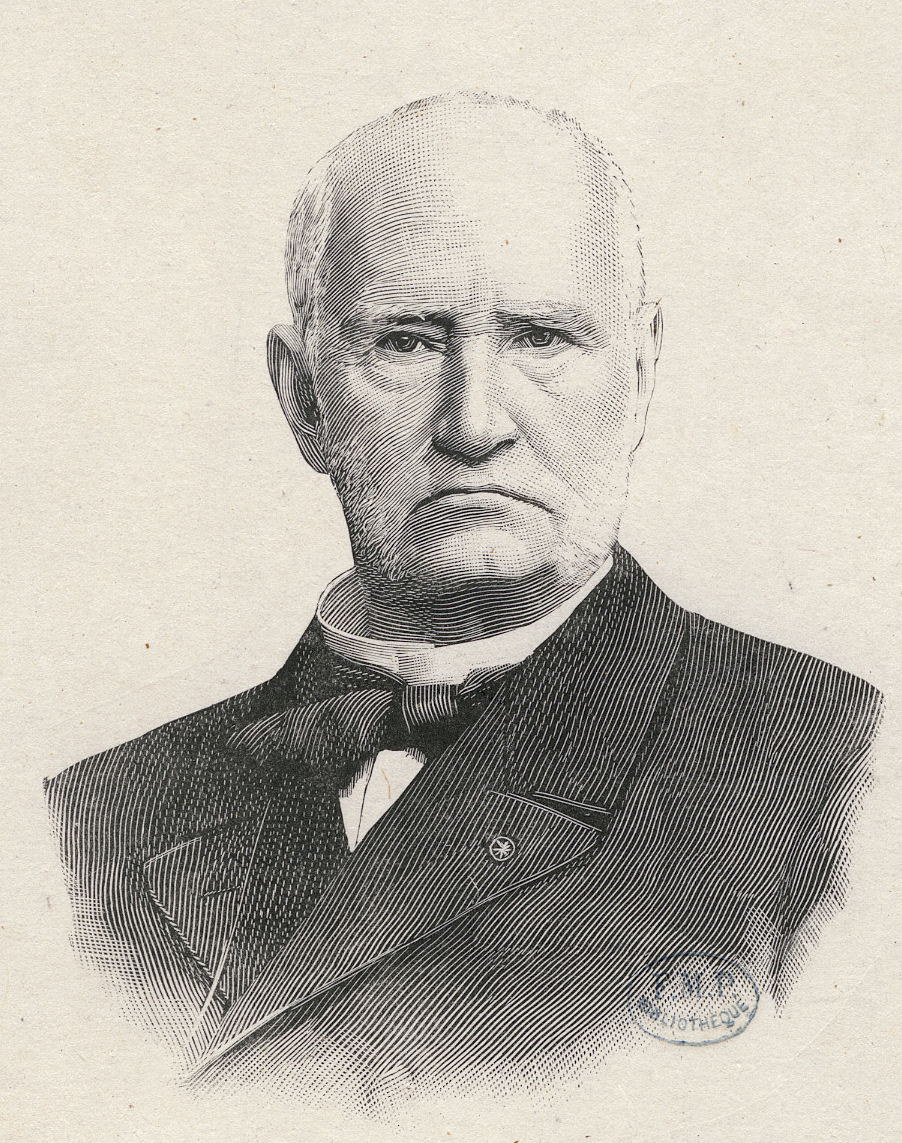
Germain Sée.

Elle porte le nom du médecin des hôpitaux, membre de l'Académie de médecine et professeur à la faculté de médecine, Germain Sée (1818-1896).

## Historique
Aux XVIIe – XVIIIe siècles, cette voie porte les noms de « rue de l'Abreuvoir » ou « rue de Beauvais ». Elle est visible sur le plan Roussel de 1730 et le plan Delagrive de 1740. Indiquée sur le cadastre de 1823 de l'ancienne commune de Passy sous le nom de « rue Guillou », elle est classée dans la voirie parisienne en vertu d'un décret du 23 mai 1863 et prend sa dénomination actuelle par un arrêté du 12 mars 1938.
L'ancienne rue Guillou était située entre le parc de l'hôtel de Lamballe vendu en 1922, dont les terrains furent lotis pour former l'avenue de Lamballe et l'avenue du Général-Mangin et, au sud, une partie du domaine de l'ancien château de Boulainvilliers, vendu par son propriétaire en 1825 à une société immobilière qui ouvrit la rue du Ranelagh.

## Bâtiments remarquables
- Nos 2-10 : immeuble Passy-Kennedy

Cet ensemble fut construit de 1976 à 1981 après l'abandon d'un projet d'immeuble haut proposé par l’architecte André Remondet qui aurait abrité un hôtel 4 étoiles de 1000 chambres, ayant suscité l'opposition des élus de l'arrondissement. L'ensemble triangulaire de 105 000 m2 de planchers, réalisé par les architectes André Remondet et Bruno Bouchaud sur un terrain de 2 hectares, de 200 mètres le long de la Seine, occupé jusqu'en 1968 par des ateliers, respecte la hauteur autorisée de 37 mètres. Ses lignes courbes recherchent l'harmonie avec celles de la Maison de la Radio voisine. La partie de l'ensemble le long de la rue en face de la station de RER est un immeuble de bureaux.
- Nos 14 à 22 : maisons des années 1920-1930 de style Art déco. Celle du no 22 est décorée d'une grille artistique au-dessus de la porte et de bas-reliefs au-dessus des fenêtres du premier étage.

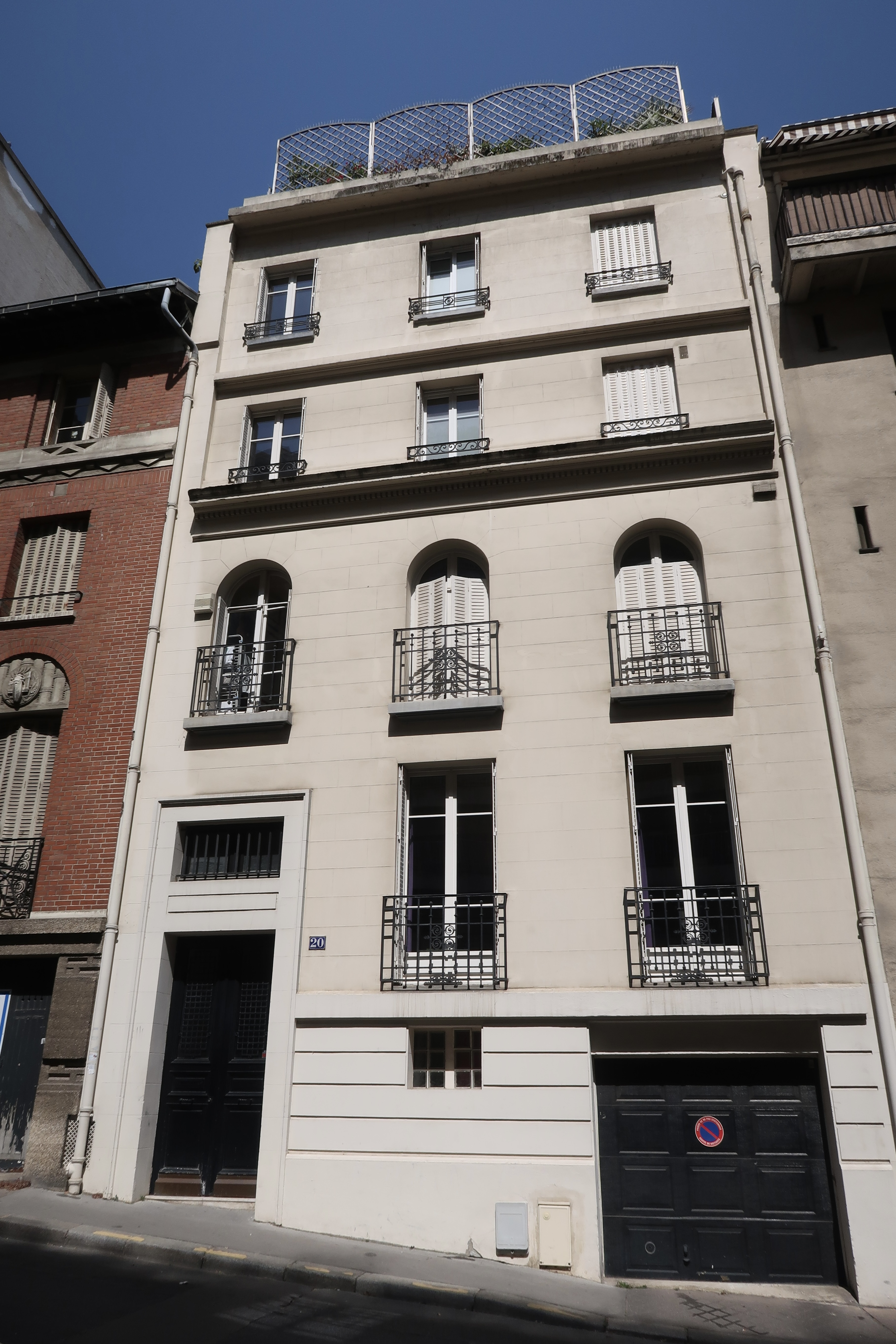
No 20.
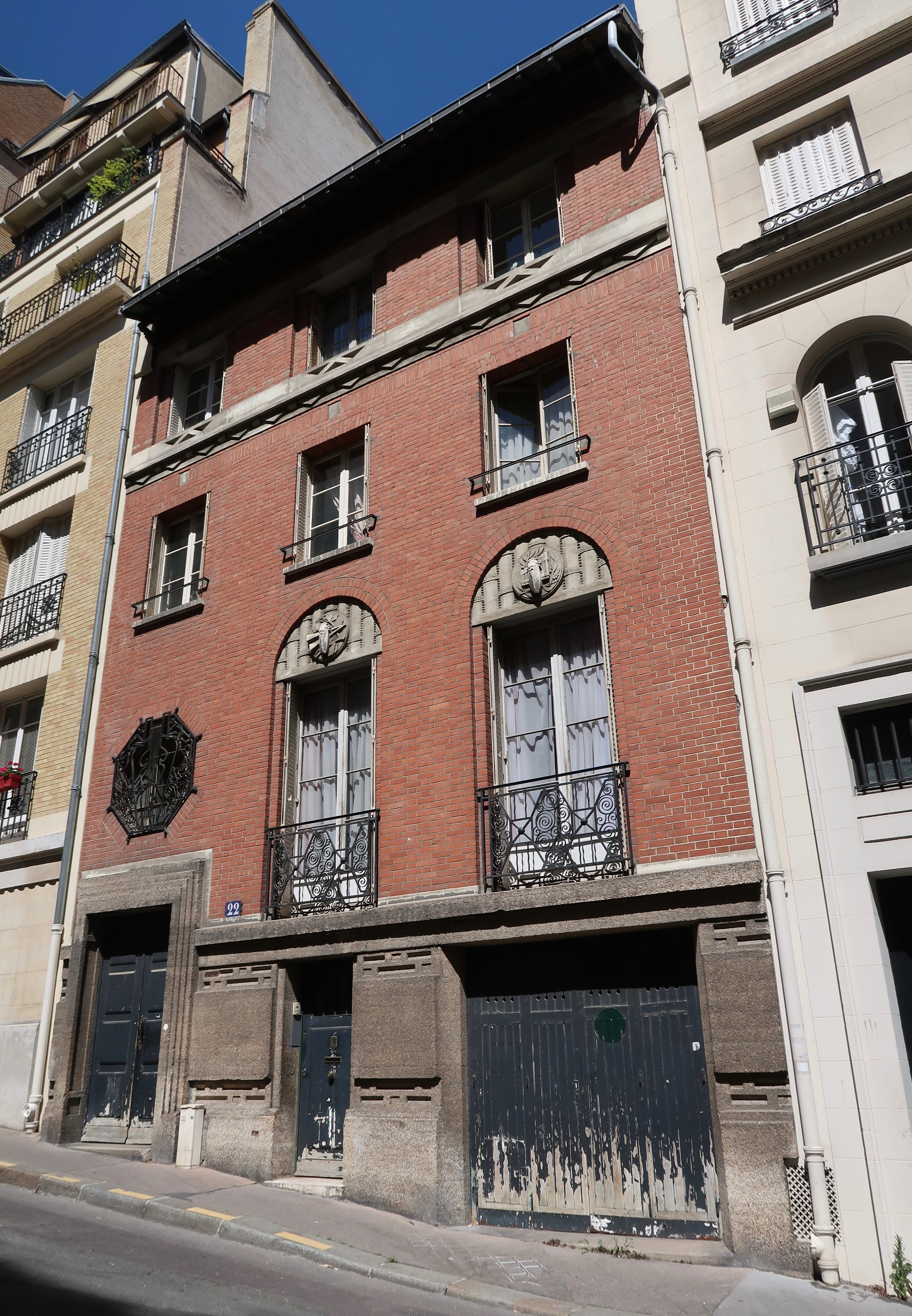
No 22.